# Kotikall, Badami
Kotikall là một làng thuộc tehsil Badami, huyện Bagalkot, bang Karnataka, Ấn Độ.